# FK Szumen 2010
FK Szumen 2010 (bułg. ПФК Шумен 2010 (Шумен)) – bułgarski klub piłkarski z siedzibą w Szumenie.

## Historia
Chronologia nazw:
- 1929–1982: Panajot Wołow Szumen (bułg. „Панайот Волов” Шумен)
- 1982–2001: FK Szumen (bułg. ФК „Шумен”)
- 2001–2007: FK Szumen 2001 (bułg. ФК „Шумен-2001”)
- 2007–2010: Panajot Wołow Szumen (bułg. „Панайот Волов” Шумен)
- 2010–2011: Makak 2008 Szumen (bułg. „Макак 200” Шумен)
- od 2011: FK Szumen 2010 (bułg. ПФК „Шумен 2010”)

Klub piłkarski założony w 1929 roku pod nazwą Panajot Wołow Szumen. Właśnie jako Wołow zespół dotarł do półfinału rozgrywek ligowych w 1935 roku.
Po II wojnie światowej klub po raz pierwszy w ekstraklasie w 1972 roku, ale zarówno ten pobyt w I ligze, jak i kolejny w rozgrywkach 1983-1984, trwała tylko rok.
Sezon 1993-1994 FK Szumen, jako beniaminek ligi, zakończył na czwartym miejscu, i jest to najwyższa lokata zespołu w historii. Dzięki temu wynikowi drużyna mogła wystąpić w Pucharze UEFA. Pożegnała się z nim już po pierwszej rundzie, kiedy w dwumeczu uległa cypryjskiemu Anorthosisowi Famagusta (0:1 i 1:2). Niedługo później, w 1996 roku, spadła do II ligi.
W ekstraklasie pojawiła się jeszcze tylko raz, w rozgrywkach 1998-1999, ale ten start, podobnie jak dwa pierwsze, zakończył się niepowodzeniem. W sumie na pierwszoligowych boiskach piłkarze FK Szumen grali przez sześć sezonów.
Od 1999 roku klub wędruje między II a III ligą.

## Sukcesy
- 4. miejsce w ekstraklasie (najwyższe w historii): w sezonie 1993-1994
- awans do ekstraklasy w sezonach: 1971-1972, 1982-1983, 1992-1993 i 1997-1998
- półfinalista Pucharu Bułgarii: 1957, 2006

## Stadion
Stadion Panajota Wołowa w Szumenie może pomieścić 24390 widzów. Patronem obiektu jest Panajot Wołow, XIX-wieczny bojownik o niepodległość Bułgarii.

## Europejskie puchary
Legenda do wszystkich tabel:
- Q – runda eliminacyjna, 1/16, 1/8, 1/4, 1/2 – odpowiednia faza rozgrywek, Grupa – runda grupowa, 1r gr – pierwsza runda grupowa, 2r gr – druga runda grupowa, F – finał, R – runda, PO – play-off
- k. – rzuty karne, los. – losowanie, Dogr. – dogrywka, w. – zasada bramek strzelonych na wyjeździe

| Sezon   | Rozgrywki   | Runda | Przeciwnik           | Dom | Wyjazd | Ogólnie |
| ------- | ----------- | ----- | -------------------- | --- | ------ | ------- |
| 1994/95 | Puchar UEFA | Q     | Anorthosis Famagusta | 1–2 | 0–2    | 1–4     |